# Erysimum grubovii
Erysimum grubovii är en korsblommig växtart som beskrevs av Viktor Petrovitj Botjantsev. Erysimum grubovii ingår i släktet kårlar, och familjen korsblommiga växter. Inga underarter finns listade i Catalogue of Life.